# 科马尔·贝利-科尔
科马尔·贝利-科尔（英語：Kemar Bailey-Cole，1992年1月10日—）是一名来自牙买加的男子田径运动员，主要参加100米赛跑。他曾在2014年英联邦运动会男子100米项目中以10秒的成绩获得冠军。